# Gryfino
Gryfino (en alemán y en sueco, Greifenhagen; en casubio, Gripiewò) es una ciudad en Pomerania, al noroeste de Polonia, con una población aproximada de 21 393 habitantes en 2017. También es la capital del distrito de Gryfino en el voivodato de Pomerania Occidental (desde 1999), anteriormente en el voivodato de Szczecin (1975-1998).
La ciudad está ubicada en Odra Wschodnia, la rama oriental del río Óder, unos 20 kilómetros al sur de la capital de Pomerania, Szczecin. La rama occidental del Óder, a 2 km del centro de la ciudad, ha marcado la frontera con Alemania desde 1945. Hay un enlace directo entre Gryfino y la ciudad alemana de Mescherin a través de los dos ríos.

## Historia
Fue parte del Ducado de Pomerania, hasta su toma por Suecia en enero de 1631. Una vez terminada la guerra de Escania, paso a manos de Brandeburgo en 1679 mediante el Tratado de Saint-Germain-en-Laye.